# 朝岡康二
朝岡 康二（あさおか こうじ、1941年4月9日 - ）は、日本の文化人類学者、国立歴史民俗博物館・総合研究大学院大学名誉教授。専門は冶金史・鍛冶技術史。

## 略歴
京城生まれ。1964年東京藝術大学美術学部卒業。66年同大学院工芸専攻修士課程修了。育英工業高等専門学校グラフィック工学科講師、助教授、1985年教授、1986年沖縄県立芸術大学教授、1990年国立歴史民俗博物館教授・民俗研究部長、総合研究大学院大学・千葉大学教授併任、1992年「日本鉄器文化の比較民俗学的研究」で筑波大学文学博士。2003-06年沖縄県立芸術大学学長。

## 著書
- 『鍛冶の民俗技術』慶友社 考古民俗叢書 1984
- 『鉄製農具と鍛冶の研究 技術史的考察』法政大学出版局 1986
- 『南島鉄器文化の研究』溪水社 1991
- 『鍋・釜 ものと人間の文化史』法政大学出版局 1993
- 『日本の鉄器文化 鍛冶屋の比較民俗学』慶友社 考古民俗叢書 1993
- 『野鍛冶 ものと人間の文化史』法政大学出版局 1998
- 『古着 ものと人間の文化史』法政大学出版局 2003
- 『雑器・あきない・暮らし 民俗技術と記憶の周辺』慶友社 考古民俗叢書 2011

## 論文
- Cinii

## 注
1. ↑  『現代日本人名録』2002年
2. ↑  沖縄県立芸術大学